# 강철부대 3
《강철부대 3》는 2023년 9월 19일부터 2023년 12월 19일까지 방송되었던 예능 프로그램이다.

## 기획 의도
최정예 특수부대 출신 예비역들이 팀을 이뤄 각 부대의 명예를 걸고 싸우는 밀리터리 서바이벌 프로그램.

## 출연진

### 참가 부대
| 부대명                                                                           | 군종                | 이름                                       |
| -------------------------------------------------------------------------------- | ------------------- | ------------------------------------------ |
| 제707특수임무단 (707)                                                            | 대한민국 육군       | 홍범석, 오요한, 박찬규, 이유석             |
| 해군특수전전단 (UDT)                                                             | 대한민국 해군       | 김경백, 정종현, 이정준, 이한준             |
| 국군정보사령부 특임대 (HID)                                                      | 대한민국 국군       | 강민호, 고야융, 박지윤, 이동규             |
| 국군정보사령부 특임대 (UDU)                                                      | 대한민국 국군       | 김수원, 김현영, 고인호, 이병주             |
| 육군특수전사령부 (특전사)                                                        | 대한민국 육군       | 박문호, 배이정, 정승훈, 김대성             |
| 미합중국 육군 특수작전부대 (Green Beret)& 미합중국 해군 특수작전부대(Navy Seals) | 미국 육군&미국 해군 | 이안 슈넬리, 카즈 라슨, 제프 검, 윌 라벨로 |

### 마스터
- 박민영
- 안웅태
- 채병덕
- 최영재

## 결과
- 1위 : 육군 첩보부대 (HID)
- 2위 : 707특수임무단 (707)
- 공동 3위 : 미 특수부대 (USSF)
- 공동 3위 : 해군특수전전단 (UDT)
- 5위 : 해군 첩보부대(UDU)
- 6위 : 육군특수전 사령부(특전사)

## 같이 보기
- 군사 기지
- 진짜 사나이
- 진짜 사나이 300
- 강철부대 (시즌 1)
- 강철부대 시즌2